# Catedral de San Antonio de Padua (Patos de Minas)
La Catedral de San Antonio de Padua o simplemente Catedral de San Antonio (en portugués: Catedral Santo Antônio de Pádua) Es una iglesia católica situada en Patos de Minas, en el estado de Minas Gerais en el país sudamericano de Brasil. Dedicada a San Antonio de Padua, es la sede episcopal de la diócesis de Patos de Minas.
La Parroquia de San Antonio se estableció en Patos de Minas el 31 de mayo de 1850, mediante la Ley Provincial 472. En el lugar donde hoy se encuentra el Memorial de Patos de Minas, había una capilla que fue construida en 1839. La antigua capilla fue remodelada en 1875, pero el espacio era insuficiente para dar cabida a los fieles. La idea de construir una nueva iglesia parroquial apareció en 1892 y un comité para este fin se estableció en 1917 por el Canónigo Getulio Alves de Melo. La primera piedra del actual templo, sin embargo, sólo fue puesta el 13 de junio de 1934. La construcción fue terminada y la iglesia abierta al público el 13 de junio de 1954.
Desde la creación de la diócesis católica de Patos de Minas, el 5 de abril de 1955, la parroquia se convirtió en catedral, que fue consagrada solemnemente en el 28 de octubre de 1961 por el entonces arzobispo de Brasilia, el sacerdote José Newton de Almeida. La antigua capilla fue demolida sólo en 1965.

## Véase también

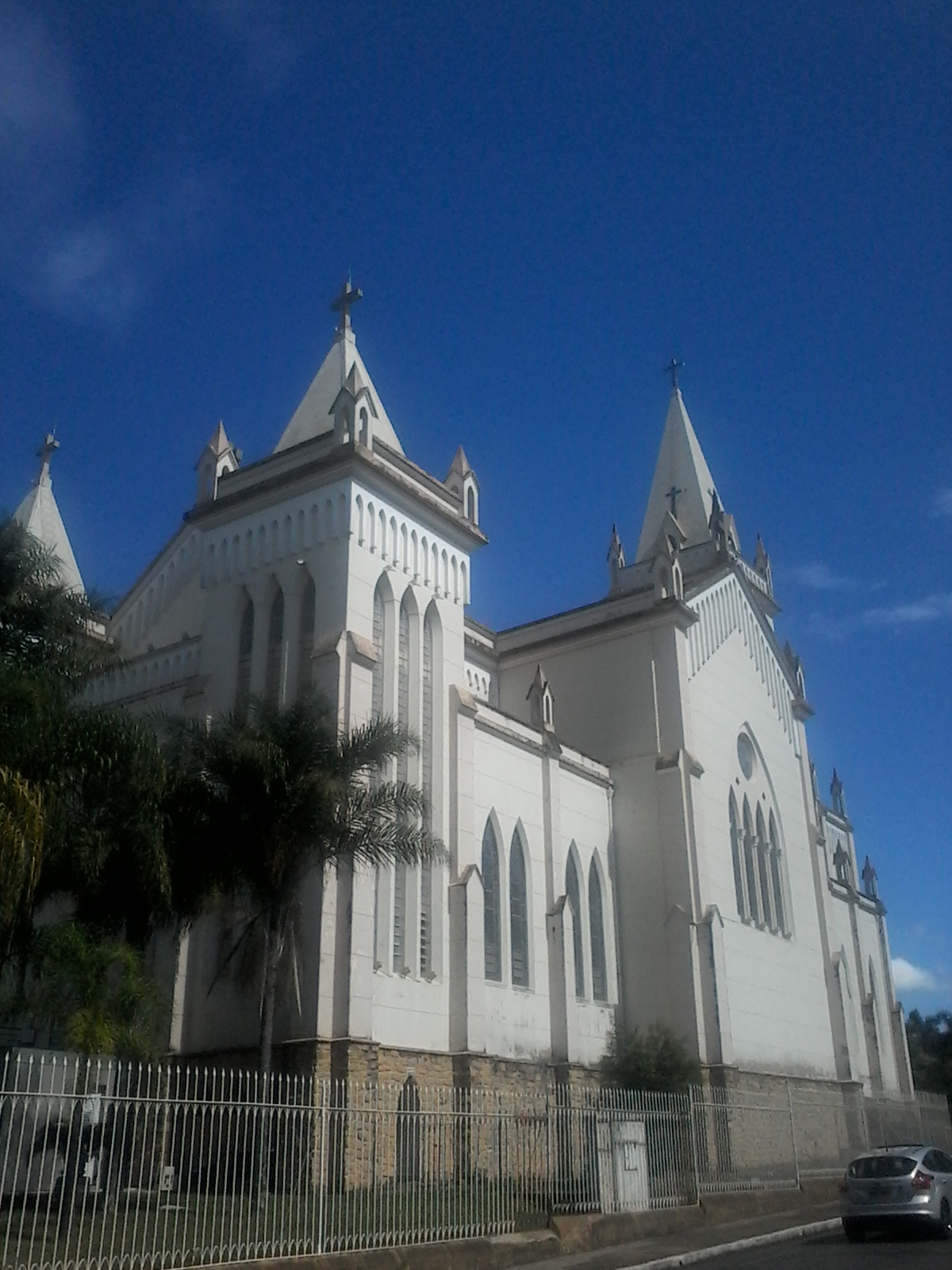
Otra vista del templo